# 엄마의 100번째 생일
엄마의 100번째 생일(Mama Cumple Cien Anos, Mama Turns 100)은 프랑스에서 제작된 카를로스 사우라 감독의 1979년 영화이다. 제랄딘 채플린 등이 주연으로 출연하였고 일라이어스 퀘레헤타 등이 제작에 참여하였다.

## 출연

### 주연
- 제랄딘 채플린
- 암파로 무노즈

### 조연
- 페르난도 페르난 고메즈
- 노먼 브리스키
- 라파엘라 아파리시오
- 호세 루이스 로페즈 바즈퀘즈